# 사이먼 셸턴
사이먼 셸턴(영어: Simon Shelton, 1966년 1월 13일 ~ 2018년 1월 17일)은 잉글랜드의 배우였다. BBC의 어린이 텔레비전 프로그램 《꼬꼬마 텔레토비》의 팅키 윙키 (보라돌이) 역으로 잘 알려져 있었다.
셸턴은 에마 로빈스와 결혼하였으며, 슬하에 자녀 셋을 두었다. 셸턴은 또한 배우 에밀리 어택의 삼촌이다.
2018년 1월 17일 사망하였다.